# Communistische Partij van Bolsjewieken van de Sovjet-Unie
De Communistische Partij van Bolsjewieken van de Sovjet-Unie (Russisch: Всесоюзная Коммунистическая партия большевиков, ВКПБ, Vsesojoeznaja Kommoenistitsjeskaja Partija bol'sjevikov, VKPb) is een marxistisch-leninistische en anti-revisionistische politieke partij die actief is in Rusland en andere voormalige Sovjet-staten. 
De VKPb werd opgericht in november 1991 en wordt geleid door Nina Andrejeva, een universitair docente die bekend is door haar brief uit 1988 'Ik kan mijn principes niet opgeven'. De partij heeft haar oorsprong in het 'Bolsjewistisch Platform' van de Communistische Partij van de Sovjet-Unie. De partij staat bekend om haar sektarische posities. Zo verzet zij zich tegen de Communistische Partij van de Russische Federatie, die zij 'reformistisch' noemt en heeft zij geweigerd de kandidaten van deze partij te steunen bij de presidentsverkiezingen.

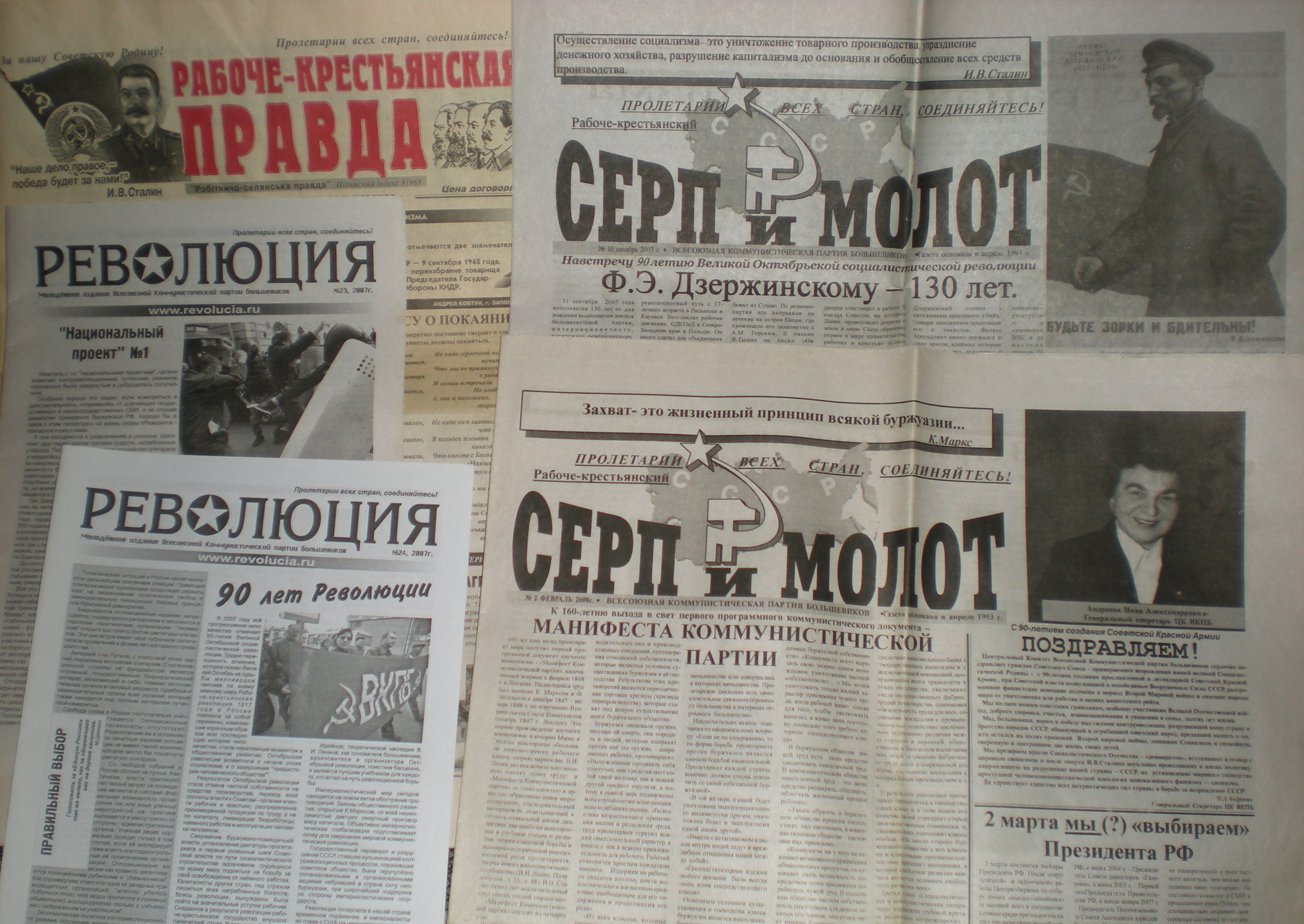
De kranten van de partij.